# Zengides
1127–1250
Entités précédentes :
- Dynastie des Seldjoukides
- Dynastie des Bourides

Entités suivantes :
- Dynastie des Houlagides
- Dynastie des Ayyoubides

Les Zengides, Zenguides, Zankides ou Zangides sont les membres d'une dynastie turque qui a régné sur l'Orient musulman de 1127 à 1222. 
Ils sont les premiers véritables artisans de la reconquête musulmane sur les Francs. Même si plusieurs princes musulmans avaient tenté de lancer des contre-croisades, les rivalités entre princes syriens avaient ruiné leurs efforts. Avec Zengi qui allie les villes d'Alep et de Mossoul, les contre-offensives pour s'opposer aux Francs deviennent durables, et les princes zengides s'assurent une puissance propre à éviter d'être entravée par les rivalités. À Zengi succède son fils Nur ad-Din, qui continue l'œuvre de son père et réussit à unifier la Syrie et nominalement l'Égypte sous son autorité. Cependant, il laisse en mourant un enfant, As-Salih Ismaïl, qui, entouré de tuteurs, ne pourra pas empêcher son cousin Saif ad-Din Ghazi de reprendre le contrôle de Mossoul. Le flambeau est finalement repris par le souverain de l'Égypte, Saladin.

## Histoire

### Les origines
Le plus ancien membre connu de la famille est Aq Sunqur al-Hajib, un officier turc au service du sultan seldjoukide Malik Shah Ier. En 1085, Tutuş, émir de Damas et frère de Malik Shah défait et tue son cousin Süleyman Ier Shah, sultan de Roum lors d’une bataille à proximité d’Alep, s’empare d’Alep d’Edesse et d’Antioche et se proclame sultan de Syrie. Cependant, Malik Shah se méfie de son frère, intervient en Syrie et impose trois de ses fidèles comme gouverneurs des trois villes. Aq Sunqur est ainsi nommé gouverneur d’Alep.
En 1092, Malik Shah meurt, ses fils se déchirent pour la succession, Barkyaruq prend l’avantage et Tutuş envisage de s’emparer de l’Iraq et d’éliminer son neveu. Il oblige Buzan, gouverneur d’Edesse, Yâghî Siyân, gouverneur d’Antioche et Aq Sunqur à l’accompagner, mais au moment de la bataille, Buzan et Aq-Sunqur refusent le combat et battent en retraite, par fidélité pour le fils de leur ancien maître. En 1094, Tutuş assiège Alep pour se venger, capture Aq-Sunqur et Buzan, qui était venu aider ce dernier, et les fait décapiter.
Il laisse un fils, Imad ed-Din Zengi qui est recueilli et élevé par Kerbogha, atabeg de Mossoul, à l’époque où les croisés venus d’Europe occidentale s’emparent de Jérusalem et fondent plusieurs États latins le long de la façade méditerranéenne de la Syrie.

### Zengi

possession de Zengi en 1146 en vert

Kerbogha meurt en 1102 et Zengi se met au service du grand sultan seldjoukide. Devenu gouverneur de Bassorah, Zengi réprime la révolte du calife abbasside Al-Mustarchid près de Bagdad en 1126. En 1127, à la mort de Mas’ûd ibn Bursuqî, Zengi est nommé atabeg de Mossoul et d'Alep par le sultan seldjoukide Mahmud II. Si la prise de possession de Mossoul ne lui pose aucun problème, à Alep un mamelouk de Ma'sûd, Qutlugh, y prend le pouvoir, mais s’y rend si tyrannique envers ses habitants, si bien qu'une révolte le renverse, et ouvre ses portes à Zengi quand il se présente devant la ville, le 18 juin 1128.
Après avoir pris le contrôle des deux villes, il obtient du sultan seldjoukide un diplôme lui reconnaissant l'autorité sur la Syrie musulmane. Fort de cette légitimité, il passe les dix huit années qui suivent à commencer l'unification de la Syrie et à reconquérir les territoires croisés. Mais il doit intervenir également en Irak pour aider son maître à combattre le calife qui cherche à reprendre son pouvoir. En 1132, il manque d'être capturé à la suite d'une défaite, mais il est secouru par Najm ad-Din Ayyub, gouverneur de Tikrit et père de Saladin. Petit à petit, il se rend populaire auprès des populations qui reconnaissent sa détermination à mener le jihad contre les Francs et qui oublient ses brutalités. Son plus grand succès est la prise d'Édesse le 23 décembre 1144 sur le comte Josselin II. En juin 1146, Zengi assiège la citadelle de Jaabar, tenue par un émir révolté, quand il est assassiné par un de ses serviteurs.

### Nur ad-Din
La mort de Zengi entraîne la dispersion de son armée et l’éclatement de son empire. Deux de ses fils se partagent ses possessions, Nur ad-Din lui succède à Alep et Saif ad-Dîn Ghâzî Ier à Mossoul. La population arménienne d’Édesse se révolte et ouvre ses portes à l’armée de Josselin II, mais il est incapable de prendre la citadelle. Ils se trouvent coincés entre la citadelle et l’armée de secours et parviennent à s’enfuir, mais au prix de lourdes pertes. Craignant les représailles, la population syriaque d’Édesse quitte également la ville. L’arrivée de la seconde croisade inquiète Nur ad-Din, mais elle préfère s’en prendre à Damas, ce qui renforce le sentiment antichrétien des Damascènes et affaiblit la position des émirs de Damas, partisans de l’alliance franque contre les Zengides. À la mort de son frère Ghazi, son autre frère Qutb ad-Dîn Mawdûd profite de ce qu’il est aux prises avec Antioche pour prendre le pouvoir à Mossoul, mais grâce aux actions de ses lieutenants Shirkuh et Najm ad-Din Ayyub, il s’empare de Damas en 1154. 
L’année 1157 apporte au mois d’août un puissant séisme qui ravage particulièrement les villes musulmanes et au mois d’octobre la maladie à Nur ad-Din. À son rétablissement, au début de l’année 1159, il apprend qu’une armée byzantine approche, mais l’empereur Manuel Ier Comnène ne vient que pour soumettre et châtier Renaud de Châtillon, le nouveau prince d’Antioche. Il entreprend plusieurs campagnes contre les Francs, mais aucune ne donne de résultat décisifs.
Pendant ce temps, le califat égyptien est déchiré par les luttes de pouvoirs qui opposent les vizirs successifs. Shawar, l’un d’entre eux, est chassé du pouvoir en 1163 mais parvient à quitter l’Égypte sain et sauf, se réfugie à la cour de Nur ad-Din et le persuade d’organiser une expédition pour le remettre au pouvoir, expédition dont la direction est confiée à Shirkuh. Après six ans de guerres contre les Francs, qui cherchent également à étendre leur influence en Égypte pour faire bloc face à Nur ad-Din, et au cours desquelles Nur ad-Din lance régulièrement des offensives pour faire diversion, Shirkuh devient le maître de l’Égypte, mais meurt le 23 mars 1169, laissant le pouvoir à son neveu Saladin. Ce dernier montre rapidement des velléités d’indépendance et se dérobe régulièrement quand Nur ad-Din lui demande de participer à des actions communes contre les Francs. À la fin, Nur ad-Din prépare une expédition pour soumettre Saladin, quand il tombe malade et meurt, le 15 mai 1174.

### Les successeurs de Nur ad-Din face à Saladin
Comme il arrive souvent lors de la mort d’un souverain musulman, des luttes de pouvoir éclatent lors de la succession. Nur ad-Din laisse un fils encore enfant, As-Salih Ismaïl al-Malik, et trois lieutenants, gouvernant respectivement Damas, Alep et Mossoul cherchent à prendre l’avantage. Le gouverneur de Mossoul, Gümüshtekîn, se rend à Damas pour prendre en charge l’enfant et le conduire à Alep où il élimine le gouverneur. À Mossoul, Saif ad-Din Ghazi II, fils de Qutb ad-Dîn Mawdûd et neveu de Nur ad-Din, qui lui avait pris l’émirat de Mossoul, profite de l’absence du gouverneur pour reprendre son indépendance. Les notables et le gouverneur de Damas, inquiet de la façon dont Gümüshtekîn a pris le pouvoir à Alep, offrent l’émirat de Damas à Saif ad-Din Ghazi qui, occupé à prendre le contrôle de Mossoul, ne peut pas s’en charger, puis à Saladin qui prend possession de la ville.
Après avoir achevé sa prise de contrôle de Mossoul, Saif ad-Din Ghazi, le prince le plus âgé de la famille zengide, tente de chasser Saladin de Syrie à deux reprises, mais il est battu par ce dernier à Qurûn Hamâ à Tell al-Sultân le 23 avril 1175, puis 22 avril 1176. Même si Mossoul et Alep résistent aux sièges de Saladin, les princes zengides doivent accepter le protectorat de Saladin. As-Salih Ismail al-Malik meurt à la fin de 1181 et Alep revient à son cousin Imad ad-Din Zengi, tandis que Izz ad-Din Mas'ud succède à Mossoul à son frère Saif ad-Din Ghazi. Saladin tente une nouvelle offensive contre les Zengides, assiège en vain Mossoul, mais persuade Imad ad-Din Zengi de lui céder Alep en échange de Sinjar en 1183.

### La fin de la dynastie
Désormais sous protectorat ayyoubide, les zengides ne tentent plus de révolte contre Saladin. En 1190, Saladin qui a conquis la plus grande partie des états croisés, voit l'une de ses villes, Saint-Jean-d'Acre, assiégée par la troisième croisade. Il appelle tous les musulmans au jihad et plusieurs zengides figurent parmi ceux qui répondent : Imad ad-Din Zengi, atabeg de Sinjar, Mu'izz al-Dîn Sinjar Shah, atabeg d'Al-Jazîra et un fils d'Izz ad-Din Mas'ud, atabeg de Mossoul, mais l'effort des musulmans ne parvient pas à empêcher les croisés de prendre la ville. Après la mort de Saladin, Izz ad-Din Mas'ud tente de se libérer de la tutelle ayyoubide, mais sa mort met fin à sa tentative. Dans les années qui suivent les Zengides disparaissent progressivement de la scène politique syrienne et irakienne, jusqu’à la mort du dernier d'entre eux, Nasir ad-Din Mahmud, en 1222.

## Les souverains zengides

### Les centres de pouvoir: Mossoul, Alep et Damas
| atabegs de Mossoul                           | atabegs d'Alep                     | émirs de Damas                |
| -------------------------------------------- | ---------------------------------- | ----------------------------- |
| 1127-1146 : `Imad ad-Dîn Zengi Ier           | 1128-1146 : `Imad ad-Dîn Zengi Ier | aux Bourides                  |
| 1146-1149 : Saif ad-Dîn Ghâzî Ier            | 1146-1174 : Nûr ad-Dîn Mahmûd      | aux Bourides                  |
| 1149-1170 : Qutb ad-Dîn Mawdûd               | 1146-1174 : Nûr ad-Dîn Mahmûd      | 1154-1174 : Nûr ad-Dîn Mahmûd |
| 1170-1171 : Saif ad-Dîn Ghâzî II             | 1146-1174 : Nûr ad-Dîn Mahmûd      | 1154-1174 : Nûr ad-Dîn Mahmûd |
| 1171-1174 : Nûr ad-Dîn Mahmûd                | 1146-1174 : Nûr ad-Dîn Mahmûd      | 1154-1174 : Nûr ad-Dîn Mahmûd |
| 1174-1180 : Saif ad-Dîn Ghâzî II, de nouveau | 1174-1181 : As-Salih Ismâ`îl       | 1174-1174 : As-Salih Ismâ`îl  |
| 1180-1193 : Izz ad-Din Mas'ud Ier            | 1181-1183 : `Imad ad-Dîn Zengi II  | conquis par Saladin           |
| 1193-1211 : Nur ad-Din Arslan Shah Ier       | conquis par Saladin                | conquis par Saladin           |
| 1211-1218 : Izz ad-Din Mas'ud II             | conquis par Saladin                | conquis par Saladin           |
| 1218-1219 : Nur ad-Din Arslan Shah II        | conquis par Saladin                | conquis par Saladin           |
| 1219-1222 : Nasir ad-Din Mahmud              | conquis par Saladin                | conquis par Saladin           |

### Les principautés mineures

#### Sinjâr
- 1127-1170 : rattaché à Mossoul.
- 1170-1181 : `Imad ad-Dîn Zengi II, émir de Sinjâr
- 1181-1182 : rattaché à Mossoul.
- 1182-1183 : conquis par Saladin.
- 1183-1197 : `Imad ad-Dîn Zengi II
- 1197-1219 : Qutb ad-Dîn Mohammed, fils du précédent
- 1219-1220 : Imad ad-Dîn Shahanshah, fils du précédent
- 1220-1220 : Mahmud, frère du précédent, échange Sindjar contre Er-Rakka

#### Al-Jazîra
- 1180-1208 : Sinjar Shah, fils de Saif ad-Dîn Ghâzî II
- 1208-???? : Mahmud Moezz ed-Din, fils du précédent

## Arbre généalogique
- Aq Sunqur, gouverneur d'Alep (mort en 1094)
  - Zengi, atabeg de Mossoul et Alep (1127-1146)
    - Ghazi Ier, émir de Mossoul (1146-1149)
    - Nur ad-Din, émir d'Alep et de Damas (1146-1174)
      - Ismaïl, émir d'Alep (1174-1181)

    - Mawdûd, émir de Mossoul (1149-1170)
      - Zengi II, émir d'Alep (1181-1183) et Sinjar (1171-1197)
        - Mohammed, émir de Sinjar (1197-1219)
          - Shahanshah, émir de Sinjar (1219-1220)
          - Mahmud, émir de Sinjar (1219-1220)

      - Ghâzî II, émir de Mossoul (1170-1180)
        - Sinjar Shah (ca), émir de la Jazira (1180-1208)
          - Mahmud (en), émir de la Jazira (1208-1241)

      - Mas'ud Ier, émir de Mossoul (1180-1193)
        - Arslan Shah Ier, émir de Mossoul (1193-1211)
          - Mas'ud II (ca), émir de Mossoul (1211-1218)
            - Arslan Shah II (ca), émir de Mossoul (1218-1219)
            - Mahmud (en), émir de Mossoul (1219-1222/1233)